# Dolichopeza (Nesopeza) capnora
Dolichopeza (Nesopeza) capnora is een tweevleugelige uit de familie langpootmuggen (Tipulidae). De soort komt voor in het Oriëntaals gebied.